# Port lotniczy Huambo
Port lotniczy Huambo – międzynarodowy port lotniczy położony w Huambo, w Angoli.

## Linie lotnicze i połączenia
| Linia Lotnicza       | Kierunek                                                 |
| -------------------- | -------------------------------------------------------- |
| TAAG Angola Airlines | 1. Catumbela 2. Luanda 3. Lubango 4. Menongue 5. Ondjiva |